# Emil Kosa
Emil Kosa (21. září 1851, Třešť – 13. února 1919, Jihlava) byl český malíř.

## Život a dílo
Emil Kosa se narodil v Třešti v rodině tkalcovského mistra. V Jihlavě vystudoval německou střední školu a pak pracoval v Třešti jako kupecký příručí. Později získal učitelské místo v nedalekých Salavicích, kde se v roce 1874 oženil. Roku 1876 se narodil nejstarší syn Emil. V roce 1877 musel učitelské povolání opustit a začal se živit jako malíř. Později se rodina přestěhovala do Třeště, kde se snažil prorazit jako městský umělec. Aby uživil rodinu, která se rozrůstala o další děti, přivydělával si jako malíř pokojů a natěrač a podílel se na opravách a údržbě třešťských pamětihodností. Pro místní vzdělávací spolek namaloval portréty Palackého, Havlíčka, Komenského a Smetany a pro jednotu Sokola jeviště a kulisy. V roce 1893 namaloval obraz sv. Martina pro hlavní oltář farního kostela v Třešti.
Emil Kosa podporoval výtvarné vlohy svých dětí, kterých bylo celkem deset a devět se dožilo dospělosti. Nejúspěšnější byl nejstarší Emil, který byl žákem a pomocníkem Alfonse Muchy. Leo se prosadil jako malíř v Berlíně a Curychu a Marie se živila jako malířka v Paříži. Rovněž další potomci se věnovali malování alespoň amatérsky. V roce 1903 se Emil Kosa s rodinou přestěhoval do Jihlavy, kde hledal uplatnění jako umělecký malíř a restaurátor. Zpočátku se mu dařilo, avšak již v roce 1908 v době smrti manželky byla situace rodiny nevalná. Emil Kosa se ještě v roce 1912 podílel na rekonstrukci jihlavského kostela sv. Ignáce, ale jinak se věnoval menším zakázkám, většinou malování portrétů.
V roce 1913 se Emil Kosa podruhé oženil, avšak ani pak se mu nedařilo. Druhá manželka zemřela v roce 1918 a ještě v témže roce se znovu oženil. Byl již těžce nemocný a následujícího roku zemřel.